# Heterolophus
Genre
Heterolophus est un genre de pseudoscorpions de la famille des Tridenchthoniidae.

## Distribution
Les espèces de ce genre se rencontrent en Amérique du Sud, en Afrique du Sud et en Australie.

## Liste des espèces
Selon Pseudoscorpions of the World (version 3.0) :
- Heterolophus australicus Beier, 1969
- Heterolophus clathratus (Tullgren, 1907)
- Heterolophus guttiger Tömösváry, 1884
- Heterolophus nitens Tömösváry, 1884

## Publication originale
- Tömösváry, 1884 : Adatok az álskorpiók ismeretéhez (Data ad cognitionem Pseudoscorpionum). Természetrajzi Füzetek, vol. 8, p. 16-27.